# Hedy Lamarr

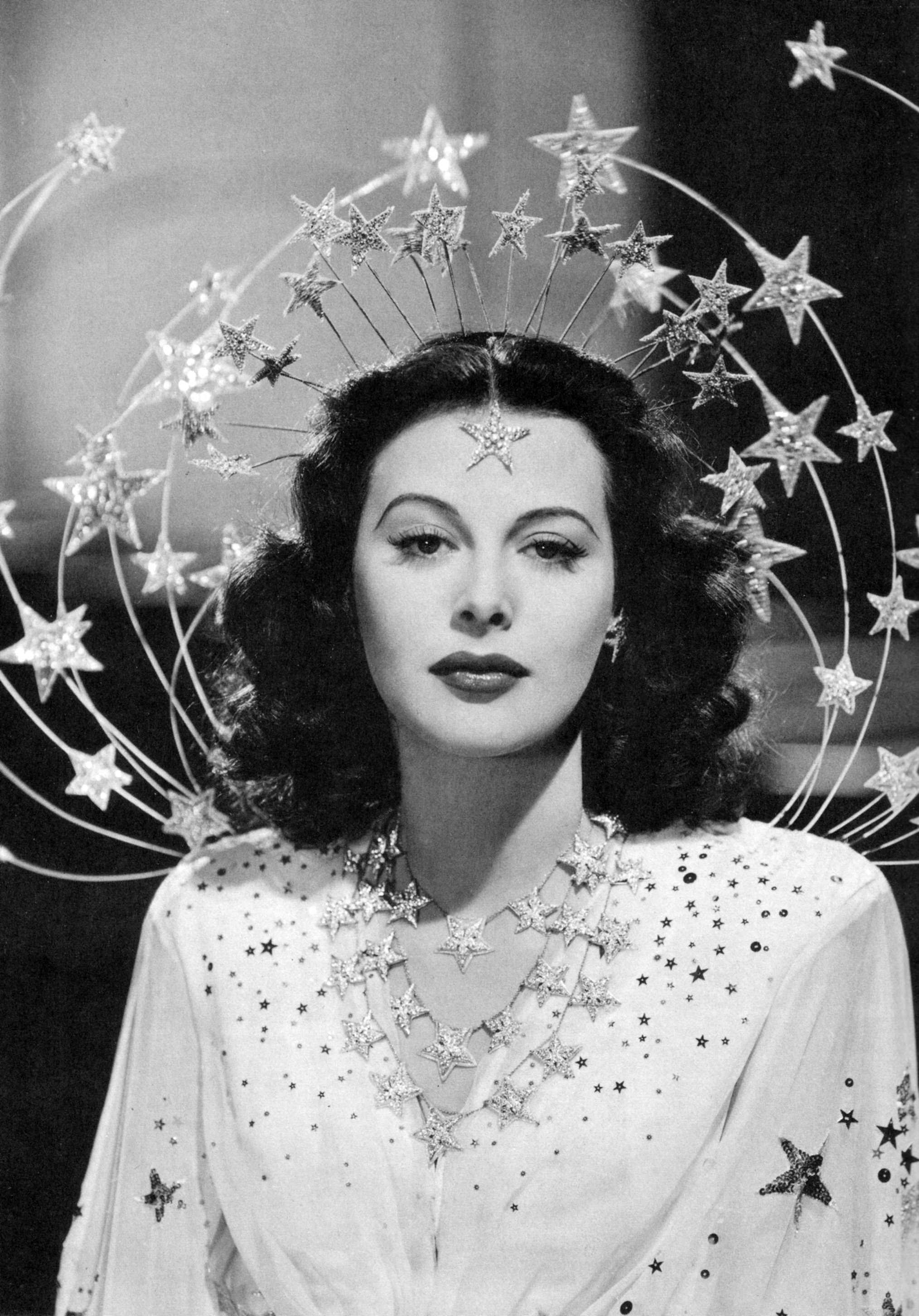
Zdjęcie z filmu "Kulisy wielkiej rewii", 1941 rok

Hedy Lamarr, właściwie Hedwig Kiesler (ur. 9 listopada 1914 w Wiedniu, zm. 19 stycznia 2000 w Casselberry) – austriacko-amerykańska aktorka pochodzenia żydowskiego, wynalazczyni i producentka filmowa.

## Życiorys
Hedy Lamarr pochodziła ze zasymilowanej rodziny żydowskiej, była jedynaczką, córką bogatego austriackiego bankiera. Jej prawdziwe nazwisko brzmiało Hedwig Eva Maria Kiesler. Urodzona 9 listopada 1914 roku. 

### Początki aktorstwa
Od dziecka chciała zostać aktorką i przekonała rodziców, by pozwolili jej porzucić szkołę dla aktorstwa. Dzięki swej urodzie po raz pierwszy wystąpiła w filmie w roku 1930. Reżyser Max Reinhardt nazwał Hedy najpiękniejszą kobietą w Europie. 
Dużym echem odbił się jej film z 1933 roku Ekstaza, nakręcony przez czeskiego reżysera Gustava Machatego, w którym wystąpiła nago. Film wywołał wielki skandal: w 1936 roku (rok po amerykańskiej premierze) Legion Przyzwoitości wpisał film na swoją listę, Adolf Hitler zakazał wyświetlania w Niemczech, do 1940 roku film nie uzyskał aprobaty biura Haysa i nie był dostępny szerokiej publiczności. W większości krajów, które zdecydowały się pokazywać film, ocenzurowano go przez wycięcie części scen.

### Małżeństwo
W 1933 roku wyszła za mąż za biznesmena Fritza Mandla, trzeciego na liście najbogatszych Austriaków, który znajdował się w bliskich relacjach z austriackimi faszystami, a majątek zdobył na handlu bronią z nazistowskimi Niemcami. Zazdrosny mąż próbował wykupić wszystkie kopie filmu Ekstaza, jednak bez powodzenia. Zaraz po ślubie Mandl zakazał jej grania w filmach.
Mandl miał liczne znajomości w elitach ówczesnych władz i w ten sposób jego żona mogła poznać Mussoliniego i Hitlera. Zajmował się produkcją uzbrojenia, a zwłaszcza systemami łączności radiowej. Dzięki temu jego żona miała okazję zapoznać się z nowoczesną techniką i okazała się utalentowana w tym kierunku.

### Kariera w Hollywood
W 1937 roku, mając dość męża i jego faszystowskich poglądów, rozwiodła się i uciekła do Londynu, gdzie poznała producenta filmowego Louisa Mayera, współzałożyciela wytwórni filmowej Metro-Goldwyn-Mayer (MGM). Lamarr z powodzeniem zdołała wynegocjować dla siebie korzystny kontrakt w studiu MGM. Wtedy zmieniła nazwisko na Hedy Lamarr na cześć gwiazdy kina niemego Barbary La Marr i w 1938 roku wspólnie z Mayerem trafiła do Hollywood, gdzie grała w wielu filmach aż do końca 1941 roku. 
Chociaż grała z największymi gwiazdami kina i w ciągu 6 lat wystąpiła w 17 filmach, nie została wielką gwiazdą. Reklamowano ją jako najpiękniejszą kobietę Hollywood. Po dwóch latach w MGM zaczęto jednak w nią wątpić, a po pojawieniu się w wytwórni Ingrid Bergman, która szybko stała się gwiazdą, Lamarr wycofała się z kariery aktorskiej i w 1942 roku zerwała kontrakt z MGM.

### Wynalazczyni
W trakcie kariery w Hollywood w wolnych chwilach zajmowała się wynalazkami, opracowała m.in. pastylkę musującą, tworzącą napój podobny do Coca-Coli i pojemnik na zużyte chusteczki przyklejony do pudełka z tymi czystymi, ale żaden z jej wynalazków nie znalazł uznania.
Gdy we wrześniu 1940 roku niemiecki okręt podwodny storpedował brytyjski statek wiozący dzieci, Lamarr i jej przyjaciel kompozytor George Antheil postanowili opracować system sterowania torpedą za pomocą fal radiowych. By uniemożliwić przeciwnikowi przejęcie kontroli nad torpedą zaproponowała, by sygnał sterujący wysyłać metodą często zmieniających się częstotliwości. W celu wprowadzenia pomysłu w życie Antheil postanowił zastosować rolki z taśmami, jakich używał do sterowania swoimi instrumentami muzycznymi. 10 czerwca 1941 roku Lamarr (jako Hedy Kiesler Markey, jej nazwisko po mężu w tym czasie) i Antheil zarejestrowali w urzędzie patentowym odmianę systemu, który określamy dziś jako FHSS (ang. frequency-hopping spread spectrum) pod numerem 2292387.
Patent został bezpłatnie udostępniony marynarce wojennej USA, ale z powodu problemu z propagacją fal radiowych pod wodą, braku odpowiedniej technologii i obaw m.in. czy rolki papieru nie będą się zacinały, nie zbudowano działającego prototypu i pomysłu nie wykorzystano podczas wojny. W tekście zamieszczonym w specjalnym dodatku do „New York Times” w 1941 roku pisano: „Hedy Lamarr, aktorka sceniczna, objawiła się w zupełnie nowej roli – wynalazczyni. Jej odkrycie ma znaczenie dla kwestii obrony narodowej i urzędnicy rządowi nie pozwalają na opublikowanie szczegółowych wyników ich pracy”.
Udoskonalony wynalazek, z innym niż pierwotnie przeznaczeniem, w latach 60. wprowadziła do użycia US Navy, a ze względu na militarne zastosowanie utajniono do połowy lat 80. XX wieku. Jego odmiany stały się elementem powszechnie stosowanych sieci radiowych standardu IEEE 802.11 i GSM. W 1997 roku Lamarr otrzymała wraz z Antheilem nagrodę amerykańskich wynalazców za zasługi dla rozwoju elektroniki.

### Czasy powojenne
Po wojnie wróciła do gry aktorskiej. Pojawiła się w filmie Cecila DeMille’a „Samson i Dalila”, który odniósł duży sukces. Zagrała w kilku kolejnych produkcjach, ale nie odniosły one większego sukcesu. W 1966 wydała autobiografię Ekstaza i ja.
W roku 1998 twarz Lamarr pojawiła się po raz pierwszy na opakowaniu i instrukcjach pakietu CorelDRAW. Firma Corel Corporation została pozwana przez Lamarr do sądu o szkody związane z nieautoryzowanym użyciem jej wizerunku. Sprawa została jednak rozwiązana polubownie i za nieznaną sumę Corel uzyskał wyłączne prawo do tego obrazu na okres pięciu lat.
Zmarła 19 stycznia 2000 roku; jej prochy przeniesiono do Wiednia.

## Nawiązania
- W 1973 Mel Brooks nazwał imieniem „Hedley Lamarr” jednego z męskich bohaterów swej komedii Płonące siodła.
- W grze Half-Life 2 „Lamarr” to headcrab Dr. Kleinera. W jednym z momentów gry, gdy Dr Kleiner szuka swojego zwierzaka, wypowiada słowa „There is only one hedy”, co można wziąć za typowego easter egga umieszczonego w grze.
- W 2020 piosenkarka Chløë Black nawiązuje do Lamarr w swojej piosence „Who Cares”.

## Filmy
- 1930 – Geld auf der Straße
- 1931 – Man braucht kein Geld
- 1931 – Koffer des Herrn
- 1931 – Blumenfrau von Lindenau
- 1933 – Ekstaza (Extase)
- 1938 – Algier (Algiers)
- 1938 – Hollywood Goes to Town
- 1939 – Lady of the Tropics
- 1940 – Gorączka nafty (Boom Town)
- 1940 – I Take This Woman
- 1940 – Towarzysz X (Comrade X)
- 1940 – Miracle of Sound
- 1941 – Bądź ze mną (Come Live with Me)
- 1941 – H.M. Pulham, Esq.
- 1941 – Kulisy wielkiej rewii (Ziegfeld Girl)
- 1942 – Crossroads
- 1942 – Tortilla Flat
- 1942 – White Cargo
- 1943 – Show Business at War
- 1943 – Heavenly Body
- 1944 – Experiment Perilous
- 1944 – Konspiratorzy (Conspirators)
- 1946 – Strange Woman
- 1947 – Dishonored Lady
- 1948 – Let’s Live a Little
- 1949 – Samson i Dalila (Samson and Delilah)
- 1950 – Lady Without Passport
- 1950 – Copper Canyon
- 1951 – My Favorite Spy
- 1954 – Eterna femmina
- 1954 – Amante di Paride
- 1957 – Historia ludzkości (Story of Mankind)
- 1958 – Female Animal
- 1965 – Boginie miłości (Love Goddesses)
- 1975 – Brother, Can You Spare a Dime?
- 1977 – That’s Action
- 1989 – Entertaining the Troops
- 1990 – Instant Karma
- 1990 – Hollywoodzkie wspomnienia – Hedy Lamarr[9]